# Dixon (Kalifornia)
Dixon – miasto w Stanach Zjednoczonych, w stanie Kalifornia, w hrabstwie Solano. Według spisu ludności przeprowadzonego przez United States Census Bureau w roku 2010, w Dixon mieszkało 18351 osób.